# Октябрьский (Курганинский район)
Октя́брьский — посёлок в Курганинском районе Краснодарского края.
Административный центр Октябрьского сельского поселения.

## География
Посёлок расположен в степи, в 26 км северо-восточнее административного центра района — города Курганинска.

### Улицы
| - пер. Коммунаров, - пер. Комсомольский, - пер. Песчаный, - пер. Полевой, - пер. Южный, - ул. Восточная, - ул. Гагарина, - ул. Заречная, | - ул. Коммунаров, - ул. Комсомольская, - ул. Красная, - ул. Ленина, - ул. Матросова, - ул. Маяковского, - ул. Мира, - ул. Октябрьская, | - ул. Пролетарская, - ул. Пушкина, - ул. Садовая, - ул. Северная, - ул. Советская, - ул. Спортивная, - ул. Юбилейная. |

## Население
| 2002 | 2010  |
| ---- | ----- |
| 1581 | ↘1407 |

По данным переписи 2002 года, в национальной структуре населения посёлка преобладают русские (89 %).